# Indian Open 1977
L'Indian Open 1977 è stato un torneo di tennis giocato sulla terra rossa. È stata la 5ª edizione dell'Indian Open, che fa parte del Colgate-Palmolive Grand Prix 1977. Il torneo si è giocato a Calcutta in India, dal 28 novembre al 4 dicembre 1977.

## Campioni

### Singolare maschile
Vijay Amritraj ha battuto in finale  Terry Moor con il punteggio di 7–6, 6–4

### Doppio maschile
Mike Cahill /  Terry Moor hanno battuto in finale  Marcelo Lara /  Jasjit Singh con il punteggio di 6–7, 6–4, 6–4